# Rhythm Is a Dancer
Rhythm Is a Dancer – singel niemieckiego zespołu Snap!, promujący drugi album The Madman's Return. Utwór osiągnął ogromny sukces na całym świecie stając się numerem jeden w ośmiu krajach.

## Wersje oficjalne
- "Rhythm Is a Dancer" (7" Edit) / (Rhythm Is a Dancer '92) - 3:41
- "Rhythm Is a Dancer" (12" Mix) - 5:12
- "Rhythm Is a Dancer" (Instrumental Rhythm) - 5:30
- "Rhythm Is a Dancer" (Purple Hazed 7" Edit) - 4:31
- "Rhythm Is a Dancer" (Purple Hazed Mix) - 6:49
- "Rhythm Is a Dancer" (Rhyth Kid Version) - 5:38
- "Rhythm Is a Dancer" (Tee's Choice Mix) - 6:19
- "Rhythm Is a Dancer 2003"  (Radio Edit)
- "Rhythm Is a Dancer 2003"  ("Check This Out" Remix) - 7:06
- "Rhythm Is a Dancer 2003"  (CJ Stone Radio Mix) / (CJ Stone Remix) - 3:49
- "Rhythm Is a Dancer 2003"  (CJ Stone Club Mix) / (CJ Stone Remix) - 7:45
- "Rhythm Is a Dancer 2003"  (Video Version) - 3:20

## Track lista
|  | - 7" single 1. "Rhythm Is a Dancer" (7" edit) — 3:41 2. "Rhythm Is a Dancer" (purple hazed 7" mix) — 4:31 - CD maxi 1. "Rhythm Is a Dancer" (7" edit) — 3:41 2. "Rhythm Is a Dancer" (12" mix) — 5:12 3. "Rhythm Is a Dancer" (purple hazed mix) — 6:49 - CD maxi - Remixes 1. "Rhythm Is a Dancer" (rhyth kid version) — 5:38 2. "Rhythm Is a Dancer" (tee's choice mix) — 6:19 3. "Rhythm Is a Dancer" (instrumental rhythm) — 5:30 | - CD single - 2003 remixes 1. "Rhythm Is a Dancer 2003" (radio edit) 2. "Rhythm Is a Dancer 2003" (CJ stone remix) 3. "Rhythm Is a Dancer 2003" ('92) 4. "Rhythm Is a Dancer 2003" (video) - CD maxi - 2003 remixes 1. "Rhythm Is a Dancer 2003" (video version) — 3:20 2. "Rhythm Is a Dancer 2003" (CJ stone radio mix) — 3:49 3. "Rhythm Is a Dancer 2003" ("check this out" remix) — 7:06 4. "Rhythm Is a Dancer 2003" (CJ stone club mix) — 7:45 5. "Rhythm Is a Dancer" ('92) — 3:42 |

## Notowania
| Lista (1992/93)                    | Najwyższa pozycja |
| ---------------------------------- | ----------------- |
| Australian ARIA Singles Chart      | 3                 |
| Austrian Singles Chart             | 1                 |
| Danish Singles Chart               | 11                |
| Dutch Top 40                       | 1                 |
| French SNEP Singles Chart          | 1                 |
| German Singles Chart               | 1                 |
| Irish Singles Chart                | 1                 |
| Italian Singles Chart              | 1                 |
| New Zealand Singles Chart          | 11                |
| Norwegian Singles Chart            | 4                 |
| Swedish Singles Chart              | 2                 |
| Swiss Singles Chart                | 1                 |
| UK Singles Chart                   | 1                 |
| U.S. Billboard Hot 100             | 5                 |
| U.S. Billboard Hot Dance Club Play | 1                 |
| U.S. Billboard Rhythmic Top 40     | 9                 |
| U.S. Billboard Top 40 Mainstream   | 12                |
| Lista (1996/97)1                   | Najwyższa pozycja |
| Swedish Singles Chart              | 58                |
| U.S. Billboard Hot Dance Club Play | 27                |
| Lista (2003)2                      | Najwyższa pozycja |
| Australian ARIA Singles Chart      | 32                |
| Austrian Singles Chart             | 10                |
| Dutch Singles Chart                | 46                |
| Finnish Singles Chart              | 13                |
| German Singles Chart               | 7                 |
| Swiss Singles Chart                | 35                |
| UK Singles Chart                   | 17                |
| Lista (2008)                       | Najwyższa pozycja |
| UK Singles Chart                   | 23                |
| German Singles Chart               | 84                |

| Lista (1992)             | Pozycja |
| ------------------------ | ------- |
| Australian Singles Chart | 15      |
| Austrian Singles Chart   | 2       |
| Dutch Top 40             | 1       |
| Swiss Singles Chart      | 2       |
| U.S. Billboard Hot 100   | 75      |
| Lista (1993)             | Pozycja |
| U.S. Billboard Hot 100   | 25      |

| Kraj            | Certyfikat | Data             | Sprzedaż |
| --------------- | ---------- | ---------------- | -------- |
| Austria         | Złoto      | 22 lipca 1992    | 25,000   |
| Francja         | Złoto      | 1992             | 250,000  |
| Niemcy          | Platyna    | 1992             | 500,000  |
| Holandia        | Platyna    | 1992             | 75,000   |
| Szwecja         | Złoto      | 7 sierpnia 1992  | 25,000   |
| Wielka Brytania | Złoto      | 1 września 1992  | 400,000  |
| U.S.            | Złoto      | 9 listopada 1992 | 500,000  |